# Stephan Henrik Barratt-Due

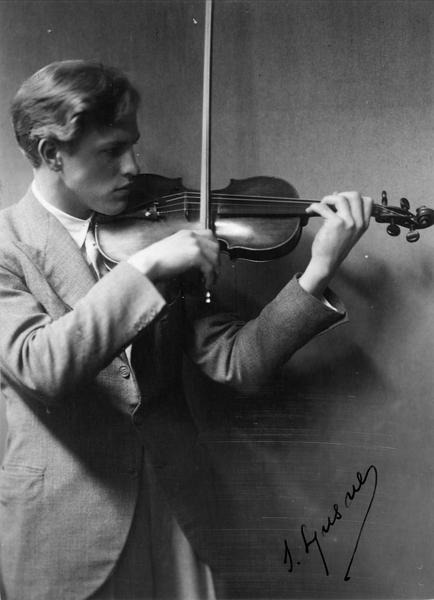
Stephan Henrik Barratt-Due, 1935.

Stephan Henrik Barratt-Due sr. (* 19. Februar 1919; † 18. November 1985) war ein norwegischer Geiger und Musikpädagoge.

## Leben
Der Sohn von Henrik Adam Due und Mary Barratt Due hatte Violinunterricht bei seinem Vater und debütierte 1940 als Violinsolist in Oslo. Er gab Konzerte in Skandinavien und in den USA und leitete von 1970 bis zu seinem Tode das von seinen Eltern gegründete Barratt-Due-Musikinstitut. Die Leitung des Institutes übernahm 1980 sein Sohn Stephan Barratt-Due (Stephan Henrik Barrett-Due jr.). Seine Tochter ist die Pianistin Cecilie Barratt-Due.